# Maria Giuseppina của Sardegna
Maria Giuseppina của Sardegna (tiếng Ý: Maria Giuseppina Luisa; 2 tháng 9 năm 1753 – 13 tháng 11 năm 1810) là Vương nữ Sardegna và là Bá tước phu nhân xứ Provence thông qua hôn nhân với Louis XVIII của Pháp khi nhà vua chưa lên ngôi. Maria Giuseppina được những người theo chủ nghĩa chính thống bảo hoàng Bourbon coi là Vương hậu nước Pháp trên danh nghĩa khi chồng kế vị cháu trai là Louis XVII của Pháp cho đến khi bà qua đời. Maria Giuseppina chưa bao giờ thực sự là Vương hậu vì đã qua đời trước khi chồng chính thức trở thành quân chủ Pháp vào năm 1814.